# La Fábrica (Granada)
La Fábrica es una localidad y pedanía española perteneciente al municipio de Loja, en la provincia de Granada, comunidad autónoma de Andalucía. Está situada en la parte central de la comarca lojeña. Cerca de esta localidad se encuentran los núcleos de la estación de Huétor Tájar, Milanos, Huétor Tájar, Venta Nueva, Las Torres y Villanueva Mesía.
La pedanía incluye los diseminados de Alto de la Fábrica, Bajo de la Fábrica, Casas de la Realenga, La Dehesilla, El Pozo y La Torre Agicampe. Su principal actividad económica es el cultivo del espárrago y las hortalizas.

## Demografía
Según el Instituto Nacional de Estadística de España, en el año 2020 La Fábrica contaba con 381 habitantes censados, lo que representa el 1,87% de la población total del municipio.

### Evolución de la población
| Gráfica de evolución demográfica de La Fábrica entre 2010 y 2020 |
|                                                                  |
| Datos según el nomenclátor publicado por el INE.                 |

## Comunicaciones

### Carreteras
La única vía de comunicación que transcurre por esta localidad es:
| Identificador | Denominación                | Itinerario             |
| ------------- | --------------------------- | ---------------------- |
| GR-4402       | De Huétor-Tájar a Montefrío | Huétor Tájar - Milanos |

Algunas distancias entre La Fábrica y otras ciudades:
| Ciudades | Distancia (km) |
| -------- | -------------- |
| Loja     | 12             |
| Granada  | 49             |
| Jaén     | 127            |
| Almería  | 202            |
| Murcia   | 322            |

## Servicios

### Sanidad
La Fábrica pertenece a la zona básica de salud de Loja, en el distrito sanitario Metropolitano de Granada, y cuenta con un consultorio médico.

### Educación
El único centro educativo que hay en la localidad es:
| Denominación genérica | Nombre del centro | Naturaleza |
| --------------------- | ----------------- | ---------- |
| Colegio público rural | CPR Táxara        | Público    |

## Cultura

### Fiestas
Sus fiestas populares se celebran el segundo fin de semana de agosto, e incluyen verbenas por la noche, actividades lúdicas y campeonatos deportivos. También cabe destacar la gran paellada —característica del Levante peninsular— que se hace el sábado al mediodía para todos los vecinos y visitantes. Culminan con los tradicionales fuegos artificiales.